# Alyssum constellatum
Alyssum constellatum är en korsblommig växtart som beskrevs av Pierre Edmond Boissier. Alyssum constellatum ingår i släktet stenörter, och familjen korsblommiga växter. Inga underarter finns listade i Catalogue of Life.